# Hellfire (album)
A Hellfire az 1349 együttes 2005 őszén megjelent albuma. A hangzóanyag nyers, kíméletlen, brutális ugyanakkor a black metalban nem annyira megszokott technikás fekete fémet kínál.
Videóklipet a Sculptor of Flesh című számra forgattak.

## Számlista
1. "I Am Abomination" – 4:09
2. "Nathicana" – 4:38
3. "Sculptor of Flesh" – 3:17
4. "Celestial Deconstruction" – 7:44
5. "To Rottendom" – 5:51
6. "From the Deeps" – 6:25
7. "Slaves to Slaughter" – 6:11
8. "Hellfire" – 13:49

## Zenészek
- Ravn – ének
- Archaon – gitár
- Tjalve – gitár
- Frost – dob
- Seidemann – basszusgitár